# Carpophage géant
Ducula goliath
« Notou » redirige ici.  Pour le navire coulé en 1940, voir Notou (minéralier).
Espèce
Statut de conservation UICN

 NT  : Quasi menacé
Le Carpophage géant ou Notou (Ducula goliath) est une espèce d'oiseaux de la famille des Columbidae, endémique de la Nouvelle-Calédonie. Il vit dans les forêts humides tropicales de la Grande Terre et se nourrit principalement de fruits et de baies.

## Description
Le Notou a la particularité d'être le plus gros pigeon arboricole au monde (d'où son autre nom de Pigeon impérial de Nouvelle-Calédonie) : il mesure de 50 à 52 cm de longueur et peut peser plus d'un kilogramme (en général 600 à 720 g). Il ne présente pas de dimorphisme sexuel. Sa couleur est gris ardoisé, avec des nuances argentées sur le cou, la poitrine et les ailes. Des taches pourpre foncé marquent les ailes. Le ventre est châtain, la région anale et les sous-caudales sont roux pâle. La queue est gris ardoise foncé avec une bande transversale châtain. Le bec est rouge avec l'extrémité corne. Les yeux sont orangés à rouges. Les pattes sont rouges.

## Alimentation
Cet oiseau consomme essentiellement des fruits et des baies et accessoirement quelques graines.

## Statut
Le Notou est aujourd'hui menacé de disparition à cause de l'action de l'homme. La régression de son habitat naturel et la chasse (autorisée les samedis et dimanches du 1er avril au 30 avril inclus, dans la limite de 5 Notous par jour et par chasseur) mettent en péril l'existence de cet animal. De plus, la reproduction du notou est difficile, sachant que la femelle ne pond le plus souvent qu'un seul œuf par an, en octobre ou novembre.

## Systématique
Cet oiseau constitue une super-espèce avec les Carpophage de Peale, Carpophage de Brenchley et Carpophage de Baker.